# Liste der Naturdenkmale in Achtelsbach
Die Liste der Naturdenkmale in Achtelsbach nennt die im Gemeindegebiet von Achtelsbach ausgewiesenen Naturdenkmale (Stand 15. Juli 2013).

## Naturdenkmale
| Nr.         | Bezeichnung     | Lage                                              | Beschreibung | Bild                                    |
| ----------- | --------------- | ------------------------------------------------- | ------------ | --------------------------------------- |
| ND-7134-398 | Frühstückseiche | westlich des Ortes; Abteilung Sägfranzenrech Lage | Quercus sp.  | Direkt Bild zu diesem Denkmal hochladen |